# هایک ام. مارتیروسیان
هایک میکائلی مارتیروسیان (ارمنی: Հայկ Միքայելի Մարտիրոսյան؛ زادهٔ ۱۴ ژوئیهٔ ۲۰۰۰ در بیوراوان) شطرنج‌باز اهل ارمنستان است که در سال ۲۰۱۷ عنوان استادبزرگ توسط فیده به وی اعطا گردید.
| به‌دلیل برخی مشکلات فنی، نمودارها موقتاً قابل مشاهده نیستند. اطلاعات بیشتر پیرامون این مشکل در فابریکاتور و وبگاه مدیاویکی در دسترس است. | |
| | به‌دلیل برخی مشکلات فنی، نمودارها موقتاً قابل مشاهده نیستند. اطلاعات بیشتر پیرامون این مشکل در فابریکاتور و وبگاه مدیاویکی در دسترس است. |